# Art & Architecture Thesaurus
De Art & Architecture Thesaurus (AAT) is een thesaurus voor cultuur- en erfgoedterminologie van het Amerikaanse Getty Center (Getty Research Institute - GRI). Deze thesaurus wordt wereldwijd toegepast voor het toegankelijk maken van cultureel erfgoed: niet alleen voor kunst- en architectuurcollecties, maar ook voor collecties op het gebied van kunstnijverheid, archeologie, archiefmaterialen en materiële cultuur.
De AAT fungeert als internationale standaard. Het is van oorsprong een Engelstalige thesaurus, maar wordt momenteel in meerdere talen vertaald, onder andere in het Nederlands. De Nederlandstalige AAT (AAT-Ned) is een vertaling en bewerking van de Engelstalige AAT. De thesaurus wordt periodiek uitgebreid en de inhoud staat onder redactioneel toezicht van het GRI. De AAT staat onder strikte redactionele controle op de uitbreiding van de thesaurus; dit biedt een waarborg voor de kwaliteit van structuur, terminologie, inhoud van scope notes en van het gebruikte bronnenmateriaal.
Op dit moment (2013) bestaat de AAT uit meer dan 32.000 unieke cultuurhistorische begrippen (63.000 termen, inclusief synoniemen). Deze begrippen, ook wel concepten genoemd, voorzien in alle noodzakelijke beschrijvingselementen die nodig zijn voor de beschrijving van cultuurhistorische documenten, archivalia, foto’s, boeken en objecten van welke aard dan ook.

## Het gebruik van de AAT

#### Registratie en documentatie
In de context van registratie en documentatie wordt de AAT gebruikt als een gecontroleerde en betekenisvolle woordenlijst. De hiërarchische en relationele structuur alsmede de meertaligheid van de AAT leveren grote voordelen op bij het zoeken naar informatie; over de betekenis (semantiek) van thesaurustermen kan theoretisch geen discussie bestaan. 
De registrator of documentalist kan met dit hulpmiddel zorgen voor eenduidige ontsluiting. De AAT voorziet in termen en synoniemen voor een groot aantal begrippen die nodig zijn in de registratie en documentatie. Alle aspecten die bij collectieregistratie van belang zijn, zijn in een zevental facetten ondergebracht (van materialen en objecten tot procedés en technieken).

#### Voor het publiceren van collectiegegevens
Bij openbaarmaking van collectie-informatie, bijvoorbeeld via de website van een instelling, is de AAT een nuttig instrument om er voor te zorgen dat de trefwoorden waarmee de collectie ontsloten is, afgeleid zijn van een algemeen gebruikte standaard. Bovendien biedt de AAT het voordeel dat trefwoorden gebaseerd zijn op goed afgebakende definities.

#### Voor het terugvinden van informatie
Omdat begrippen, onder andere door hun plaats in de hiërarchie een eenduidige betekenis hebben, wordt de hoeveelheid ‘ruis’ in zoekresultaten aanzienlijk verminderd. Bovendien is het aantal zoekingangen groot doordat veel synoniemen en equivalente termen in de thesaurus zijn verwerkt. Daarnaast bevordert het internationale samenwerking omdat de meertaligheid van de AAT het samenvoegen van gegevens in allerlei talen vereenvoudigt.

### Opbouw van de AAT

#### Facetten
De AAT is ingedeeld in zeven hoofdgroepen (facetten). In principe omvatten deze facetten alle termen die nodig zijn om door de mens gemaakte objecten te beschrijven.
- Abstracte begrippen
- Activiteiten
- Fysieke kenmerken
- Materialen
- Objecten
- Actoren en organismen
- Stijlen en perioden

### Structuur van de AAT
De AAT is een hiërarchisch gestructureerde termenlijst. De termen zijn in eerste instantie geordend naar vorm en functie, en in tweede instantie naar context. Iedere term maakt deel uit van een concept. Naast deze term, ook wel voorkeursterm genoemd, bevat een concept op z'n minst een uniek ID-nummer en een broader term, d.w.z. een 'parent' die het concept in de hiërarchische context plaatst. Spelvarianten, meervouds- of enkelvoudsvormen, scope notes en verwijzingen kunnen eveneens deel uitmaken van een concept. Zoals de meeste thesauri kent de AAT naast hiërarchische relaties ook equivalente en associatieve relaties.

### Andere gecontroleerde terminologiebronnen
Eigennamen (kunstenaarsnamen en plaatsnamen) zijn niet opgenomen in de AAT. Deze worden gevonden in de eveneens door het Getty Research Institute ontwikkelde Union List of Artist Names (ULAN) en de Thesaurus of Geographic Names (TGN). 
Let wel: speciaal voor Nederlandse kunstenaarsnamen en verwante gegevens is er RKDArtists& van het RKD (Rijksbureau voor Kunsthistorische Documentatie - Nederlands Instituut voor Kunstgeschiedenis). Via deze databases is een grote hoeveelheid informatie te vinden.
Termen met betrekking tot iconografie, literaire of historische thematieken staan evenmin in de AAT; raadpleeg hiervoor Iconclass.